# Milheeze

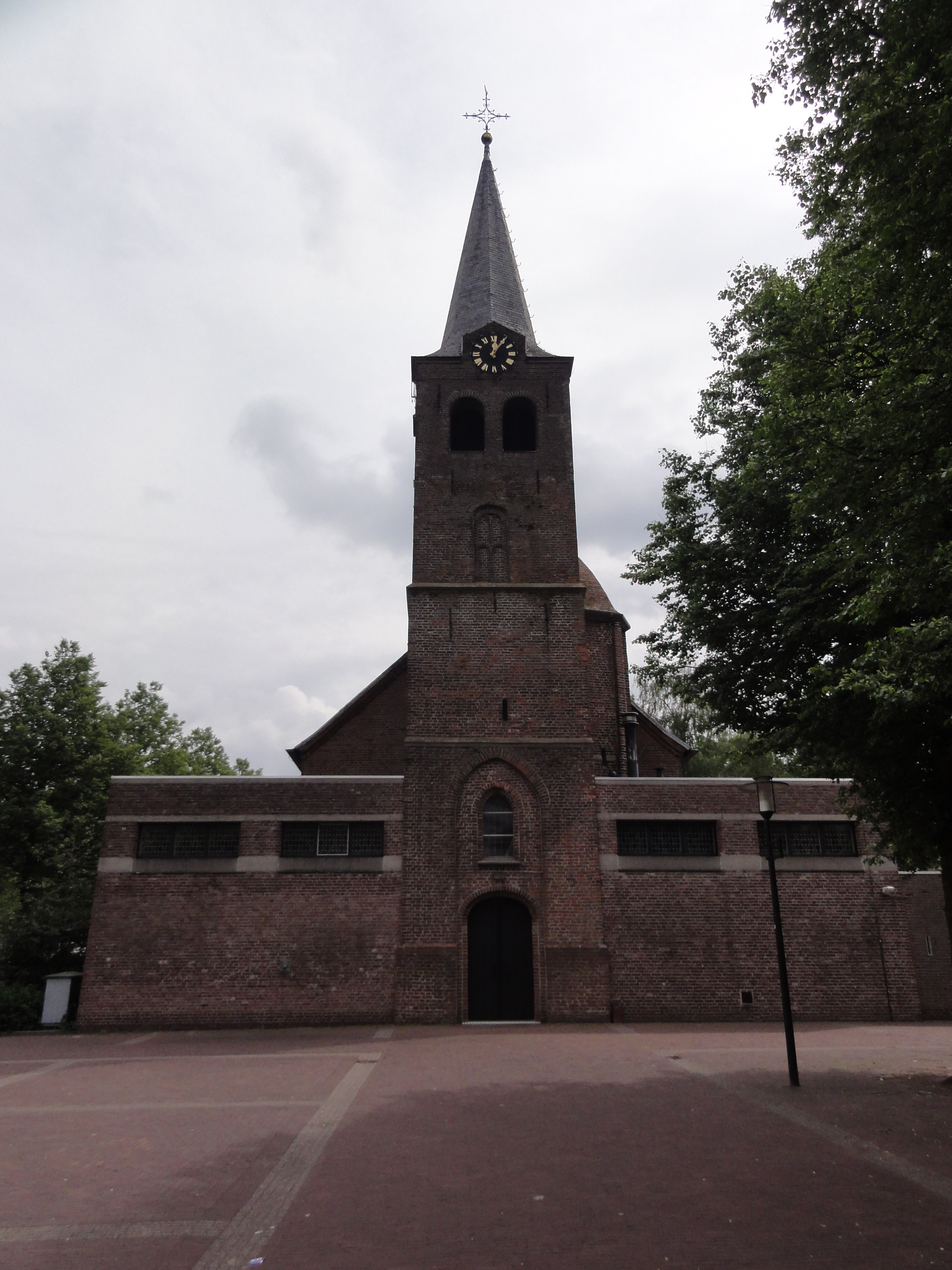
Sint-Willibrorduskerk

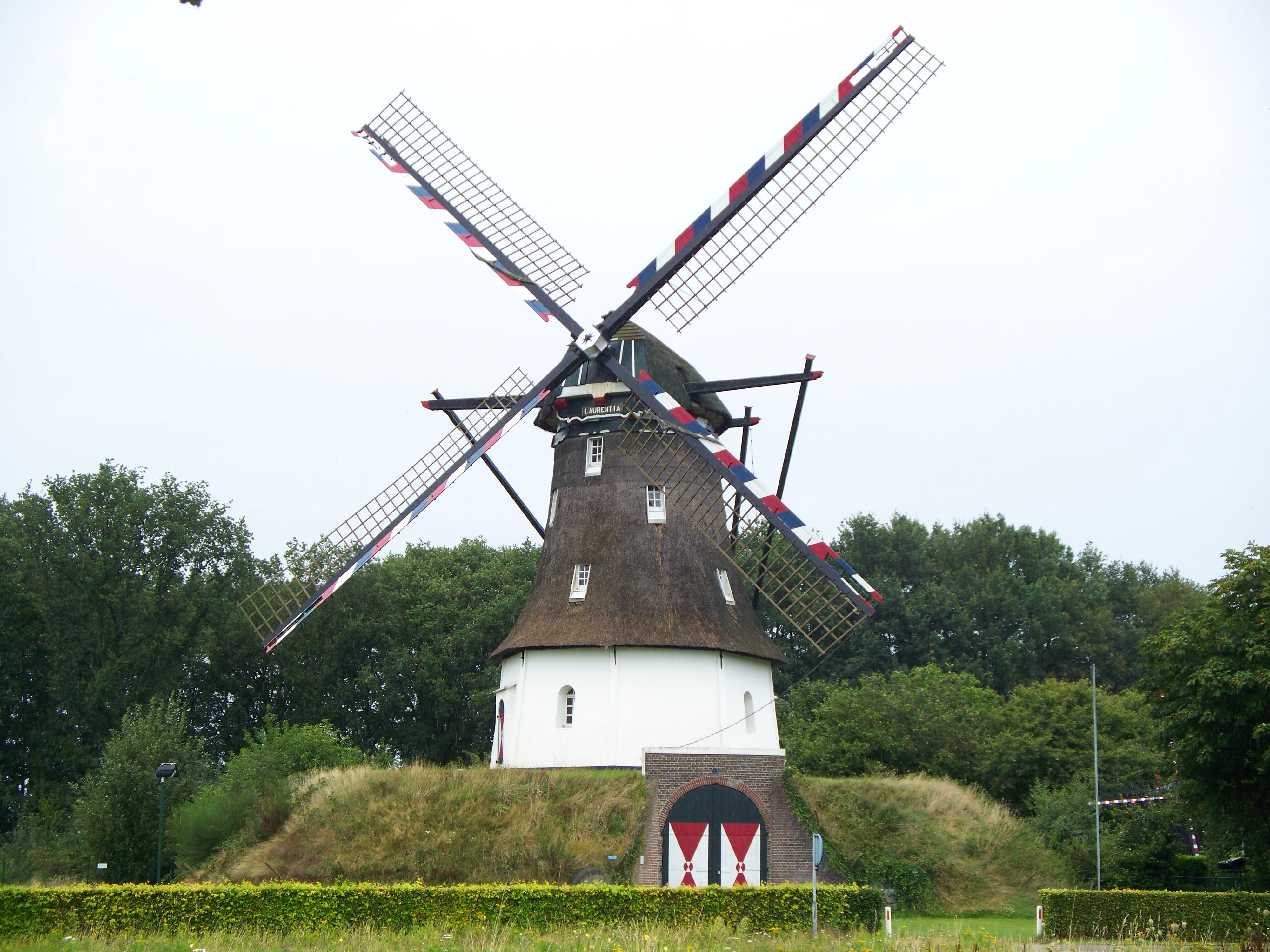
Molen Laurentia

Milheeze (dialect: Millus) is een dorp in de Nederlandse provincie Noord-Brabant dat sinds 1997 behoort tot de gemeente Gemert-Bakel. Op 1 januari 2023 telde Milheeze 2.325 inwoners.

## Toponymie
De eerste vermelding van Milheeze stamt uit 1334 en toen werd de naam als Milhese gespeld. In 1440, bij de stichting van de kapel, schreef men reeds Milheeze, en ook Milheze kwam voor.
De naam hees verwijst naar laag struikgewas, denk aan heester. De herkomst van het voorvoegsel mil is niet bekend.
Voordien werd de naam ook wel verklaard uit middel en heeze zou voorde of doorwaadbare plaats betekenen. Naamkundig is deze theorie echter niet te onderbouwen.

## Geschiedenis
Uit opgravingen tussen 1958 en 1962 ten noordoosten van Milheeze (bij de Hutsenberg) is gebleken dat zo'n 14.000 jaar voor Christus in de omgeving van het huidige Milheeze jager-verzamelaars van de Federmessercultuur hebben gewoond.
In 1421 werd op de plek van het huidige dorp een kapel gebouwd in opdracht van Jan III Berthout van Berlaer, die heer was van Helmond. Deze was gewijd aan Sint-Antonius Abt. Tot 1645 had de heer van Helmond het patronaatsrecht van deze kapel, maar parochieel viel de kapel onder de parochie Bakel. In dat jaar namen de hervormden het gebruik van de kapel over. Deze waren gering in aantal, zodat niet in onderhoud kon worden voorzien. Op 8 november 1800 waaide de spits van de toren en viel op het schip. De ruïne werd in 1845 weer opgebouwd, die we als waterstaatskerk kunnen aanmerken. De oude toren bleef daarbij gehandhaafd. De kapel werd tot kerk verheven, en Sint-Willibrord (de oude parochieheilige van Bakel) werd de nieuwe patroonheilige.

## Bezienswaardigheden
- De molen Laurentia is een achtkante korenmolen die in 1890 te Milheeze is herbouwd en daarvoor als poldermolen in Bleskensgraaf heeft dienstgedaan. Ze staat aan de weg naar Bakel, vrijwel op de plaats waar de Peelrandbreuk zich bevindt.
- De Sint-Willibrorduskerk heeft een toren die uit het begin van de 15e eeuw stamt. De toren telt drie geledingen. De galmgaten zijn versierd. Omstreeks 1900 werd de toren met enkele meters verhoogd en in 1964 werd de kerk nog uitgebreid met een rechthoekige aanbouw. Het 15e-eeuws Mariaklokje is toen verdwenen. De huidige klokken stammen uit 1948. In 1897 kreeg de kerk een Smits-orgel dat voordien in een andere kerk dienstdeed en verkleind moest worden om in de Milheezer kerk te passen.
- Heilig Hartbeeld op het Kerkplein, uit 1918.
- Mariakapel uit 1938, gebouwd ter gelegenheid van het 40-jarig priesterjubileum van pastoor J. Simonis. Het is een vierkant gebouwtje dat aan drie zijden open is en voorzien is van hardstenen pilaren en rondbogen. Het is gebouwd in de stijl van de Delftse School en vervaardigd van imitatie handvormbaksteen. De kapel heeft een met leien bedekt zadeldak en er staat een Mariabeeld in. De kapel staat iets ten oosten van de windmolen Laurentia, aan de weg naar Bakel.

## Natuur en landschap
Ten noorden van Milheeze bevindt zich het bosgebied Nederheide, vooral bestaande uit aanplant van grove den, er zijn tal van kortere en middellange wandelingen door dit gebied te maken. Ten oosten van het dorp loopt de Middenpeelweg en verderop strekt de Peel zich uit met landbouwontginningen, enkele natuurgebieden en de Luitenant-generaal Bestkazerne, tot 2012 Vliegbasis de Peel geheten.
Naar het oosten toe vindt men de Peelrandbreuk. Ten noorden van Milheeze stromen de Snelle Loop en de Esperloop. De zuidgrens met Deurne wordt over grote lengte gevormd door de Kaweise Loop.

## Nabijgelegen kernen
Bakel, De Rips, Walsberg

## Geboren
- Anneriek van Heugten (1964), schrijfster